# Правоцентризм
Правоцентри́зм (пра́вый центри́зм, пра́вый це́нтр) — общественно-политические течения, основывающееся на постепенных, эволюционных изменениях общества.
В политике правоцентристами считают политиков и партии (правоцентристская партия), по своим взглядам относящиеся к правому флангу политического спектра, но ближе к центру, чем другие правые. Также может толковаться как совмещение умеренно правых политических взглядов и методов социальных преобразований, по некоторым вопросам блокируясь с центристами. К правоцентристам принято относить христианских демократов, социальных консерваторов, классических либералов, экономических либералов, консервативных либералов, либеральных консерваторов, неолибералов, национал-консерваторов, национал-демократов и национал-либералов.

## История
С 1780-х годов до 1880-х годов в западном мире происходили значительные изменения в социально-классовой структуре и экономике, сопровождающийся уменьшением роли дворянства и отказом от меркантилизма с одновременным повышением значения буржуазии и построением капитализма. Эти изменения привели к тому, что умеренные правые, такие как британская Консервативная партия, постепенно стали поддерживать капитализм.

### От Французской революции до Второй мировой войны
Идейным родоначальником британского консерватизма, во многом лёгшим в основу правоцентристской идеологии, был знаменитый политик и публицист Эдмунд Бёрк. Традиционалистский консерватизм Бёрка был более умеренным, чем континентальный консерватизм французского иезуита Жозефа де Местра, который стремился к реакционной контрреволюции, чтобы демонтировать современное общество и заменить его строго религиозным обществом. Более умеренный Бёрк также осудил Великую французскую революцию за пренебрежение традициями и ценностями, унаследованными от предков, а также за попытку перестроить систему правления на основе абстрактных универсальных принципов, таких, как Декларация прав человека и гражданина и эгалитаризм. В то же время Бёрк поддержал Американскую революцию, которую рассматривал как консервативную. Он сравнивал её с английской Славной революцией, считая что американцы восстали по той же причине, так как английский король Георг III превысил свои права, устанавливая налогообложение американских колоний без их согласия.
В Великобритании традиционалистское консервативное движение было представлено британской Консервативной партией. Консервативный премьер-министр Соединённого Королевства Бенджамин Дизраэли стремился решать социальные проблемы, полагая, что в условиях безудержного частного предпринимательства отсутствие помощи для низших классов приведёт к разделению Великобритании на два государства, «богатых» и «бедных». Он выступал в поддержку единства британской нации, представляя другие партии как представляющих исключительно верхний или низший классы. Дизраэли был враждебен идее свободной торговли, предпочитая аристократической патернализм и империализм. Однако с усилением в Великобритании социалистических настроений, что привело к росту Лейбористской партии и резкому ослаблению либералов, Консервативная партия смещается в сторону поддержки капитализма, что со временем стало одним из принципов британского консерватизма.
В континентальной Европе, в первую очередь во Франции, под влиянием революций 1789 года и XIX века, а также изменений в социально-классовой структуре и экономике, умеренные консерваторы из числа христиан, усвоивших идеи демократии, но отрицающих социализм, формируют своё правоцентристское движение, основанное на христианских ценностях и потому названному христианско-демократическое. Долгое время созданию и росту христианско-демократических партий противодействовал Святой Престол, враждебно относившийся к демократии и парламентаризму. Ситуацию изменил папа Лев XIII, в 1890-х годах провозгласив новую социальную доктрину Римско-католической церкви и учредивший «народное католическое действие». В 1901 году Лев XIII опубликовал энциклику «Graves de Communi Re», в которой доктрина получила название «христианская демократия». В то же время католикам по прежнему запрещалось создавать политические партии. Лишь после Первой мировой войны Ватикан дал согласие на создание католических партий.
Идеи христианской демократии быстро распространились в странах Европы, чему не мог помешать даже запрет католикам создавать политические партии. Одной из первых католических партий была Партия Центра, созданная в 1870 году и вплоть до своего роспуска в 1933 году входившая в число ведущих партий сначала Германской империи, а затем веймарской Германии. Ведущими в своих странах были Итальянская народная партия (основана в 1919 году Луиджи Стурцо), Католический блок в Бельгии, Литовская христианско-демократическая партия и другие. В 1920-х—1930-х годах христианские демократы были вынуждены прекратить свою деятельность в ряде стран Европы, в частности в Италии. Католический священник Луиджи Стурцо, основавший в 1919 году христианско-демократическую партию в Италии, был вынужден эмигрировать во Францию, где основал международное движение, выступавшее за европейскую интеграцию, чтобы предотвратить в будущем войны в Европе. Среди тех, кто поддержал Стурцо были будущие премьер-министры Конрад Аденауэр (Германия), Альчиде де Гаспери (Италия) и Робер Шуман (Франция).

### После Второй мировой войны
После Второй мировой войны влияние реакционных и традиционалистских католических движений в Европе уменьшилось в то время как правоцентристские христианские демократические партии в ряде стран превратились в мощные политические организации, став альтернативой быстро набирающих популярность и влияние социалистическим и коммунистическим партиям. Наибольшим влиянием христианские демократы пользовались в Германии, Италии, Австрии и странах Бенилюкса.
Неолиберализм сформировался в качестве оппозиции набравшим популярность в середине XX века идеям социал-либерализма. Приверженцы неолиберализма осуждали экономический интервенционизм, широко применяемый правительствами европейских стран после Второй мировой войны. Неолибералы отрицали кейнсианство, полагая более важной для развития экономики проблему инфляции, пропагандируя для борьбы с ней политику монетаризма. Энергетические кризисы 1970-х годов способствовали росту популярности идей неолиберализма.
Лидер британских консерваторов Маргарет Тэтчер, став в 1979 году премьер-министром Великобритании, взяла на вооружение идеи неолиберальной экономики, чему способствовало падение влиятельности в Консервативной партии традиционалистского консерватизма. Успех тэтчеризма ещё больше ослабил позиции традиционалистов, хотя и не покончил с ними совсем. До сих пор в Консервативной партии Великобритании влиянием пользуются такие организации как Группа Корнерстоун (англ. Cornerstone Group), придерживающаяся социально-консервативных и традиционалистско-консервативных позиций. После падения коммунистических режимов в странах Восточной Европы в конце 1980-х и начале 1990-х годов Тэтчер публично поддержала правоцентристских политиков в этих странах и способствовала распространению в них правоцентристских идей.
Лидер американских республиканцев Рональд Рейган, ставший президентом США в 1981 году, проводил экономическую политику во многом близкую тэтчеризму, также основанную на экономических теориях отца «чикагской школы» в экономике и основоположника монетаризма Милтона Фридмана. Используя неолиберальные теории Фридмана, администрация Рейгана проводила политику названную рейганомика, основными пунктами которой были замедление роста правительственных расходов, сокращение налогов и вмешательства государства в экономику, а также снижение инфляции путём сокращения денежной массы. Успех рейганомики также способствовал росту популярности правоцентристских идей в мире.

## Правоцентристские организации
В 1983 году группа видных политических деятелей консервативного толка, среди которых были премьер-министр Великобритании Маргарет Тэтчер, вице-президент США Джордж Буш-старший, канцлер ФРГ Гельмут Коль и мэр Парижа Жак Ширак, создали Международный демократический союз (англ. International Democrat Union, IDU). Новая организация объединила правоцентристские политические партии, в том числе британскую Консервативную партию, американскую Республиканскую партию, германский Христианско-демократический союз, французское Объединение в поддержку республики (впоследствии — Союз за народное движение и Республиканцы), баварский Христианско-социальный союз, японскую Либерально-демократическую партию, канадскую Прогрессивно-консервативную партию (ныне Консервативная партия Канады), австралийскую Либеральную партию и другие, для координации политики, обмена опытом и выработки единой позиции по международным вопросам. Международный демократический союз стремится к продвижению социальных и политических ценностей, на которых основаны демократические общества, в том числе основные личные свободы и права человека, определённые во Всеобщей декларации прав человека, в частности, право на жизнь, права на свободу слова, собраний, свободные выборы свободу вероисповедания и свободу ассоциаций.

### Правоцентристские партии в России
Одними из первых крупных правоцентристских структур в Российской Федерации стали партии «Демократический выбор России» и «Наш дом — Россия» под председательством Егора Гайдара и Виктора Черномырдина соответственно. Позднее ДВР влилась в другую правоцентристскую партию — «Союз правых сил», просуществовавшую до 2008 года. В современности правоцентристскими в России принято считать «Партию народной свободы» (лидер — Михаил Касьянов), «Гражданскую инициативу» (лидер — Андрей Нечаев), «Партию Роста» (лидер — Борис Титов), «Новые Люди» (лидер — Алексей Нечаев)